# Genuchus sudanicus
Genuchus sudanicus är en skalbaggsart som beskrevs av Schein 1955. Genuchus sudanicus ingår i släktet Genuchus och familjen Cetoniidae. Inga underarter finns listade i Catalogue of Life.